# Gala Les Olivier
Le Gala Les Olivier est une cérémonie annuelle honorant l'excellence de l'humour québécois. Créé en 1999, elle est organisée par l'Association des professionnels de l'industrie de l'humour. Le nom du gala et du prix ont été nommés en l'honneur de l'humoriste Olivier Guimond.

## Histoire
Créé en 1999, le gala Les Olivier est produit annuellement par l'Association des professionnels de l'industrie de l'humour (APIH) et diffusé à télévision de Radio-Canada.
L'événement met en valeur le travail des artistes du secteur de l'humour en les récompensant pour leurs œuvres. Il a également pour but de faire la promotion de l'industrie humoristique, en plus de faire connaître au public les humoristes émergents, mais également les auteurs et les metteurs en scène.
La statuette est une création de l'artiste Gigi Perron.
Korine Côté animera le 26e Gala Les Olivier qui sera diffusé en direct sur ICI TÉLÉ le dimanche 23 mars 2025. Les nominés pour le prix de l'Olivier de l'année 2025 sont Arnaud Soly, Mona de Grenoble, Katherine Levac, Rosalie Vaillancourt ainsi que Mike Ward.

## Palmarès
| Cérémonie                                      | Date             | Présentateur(s)                 | Olivier de l'année        | Audience  |
| ---------------------------------------------- | ---------------- | ------------------------------- | ------------------------- | --------- |
| 1re                                            | 21 mars 1999     | Lise Dion                       | Lise Dion                 |           |
| 2e                                             | 19 mars 2000     | Lise Dion                       | Lise Dion                 |           |
| 3e                                             | 11 février 2001  | Mario Jean, Claudine Mercier    | Jean-Michel Anctil        | 1 800 000 |
| 4e                                             | 10 mars 2002     | Mario Jean                      | Lise Dion                 |           |
| 5e                                             | 2 mars 2003      | Jean-Michel Anctil              | Jean-Michel Anctil        |           |
| 6e                                             | 29 février 2004  | Jean-Michel Anctil              | Jean-Michel Anctil        |           |
| 7e                                             | 27 février 2005  | Martin Matte                    | Martin Matte              |           |
| 8e                                             | 26 février 2006  | Martin Matte                    | Martin Matte              |           |
| 9e                                             | 27 mai 2007      | Martin Petit                    | Les Grandes Gueules       |           |
| 10e                                            | 11 mai 2008      | Martin Petit                    | Louis-José Houde          |           |
| 11e                                            | 24 mai 2009      | Les Chick'n Swell               | Louis-José Houde          | 1 400 000 |
| 12e                                            | 16 mai 2010      | Les Chick'n Swell               | Louis-José Houde          |           |
| 13e                                            | 15 mai 2011      | Les Chick'n Swell               | Jean-François Mercier     |           |
| 14e                                            | 13 mai 2012      | Les Chick'n Swell               | Philippe Bond             |           |
| 15e                                            | 12 mai 2013      | Mario Jean                      | Sugar Sammy               | 1 231 000 |
| 16e                                            | 11 mai 2014      | François Morency                | Sugar Sammy               | 1 030 000 |
| 17e                                            | 10 mai 2015      | Laurent Paquin                  | Martin Matte              | 1 171 000 |
| 18e                                            | 15 mai 2016      | François Morency                | Mike Ward                 | 2 018 000 |
| 19e                                            | 10 décembre 2017 | François Morency                | Mariana Mazza             | 1 400 000 |
| 20e                                            | 9 décembre 2018  | Pierre Hébert, Philippe Laprise | François Bellefeuille     | 1 215 000 |
| 21e                                            | 8 décembre 2019  | Pierre Hébert, Philippe Laprise | Mike Ward                 | 1 359 000 |
| Le Gala 2020 fut annulé à cause de la COVID-19 |                  |                                 |                           |           |
| 22e                                            | 21 mars 2021     | François Bellefeuille           | Sam Breton                | 975 000   |
| 23e                                            | 20 mars 2022     | François Bellefeuille           | Mariana Mazza             | 676 000   |
| 24e                                            | 19 mars 2023     | Katherine Levac                 | Pierre-Yves Roy Desmarais | 834 500   |
| 25e                                            | 24 mars 2024     | Cathy Gauthier, Eve Coté        | Mathieu Dufour            | 835 000   |

## Éditions
Chaque année un humoriste ou un groupe d'humoristes s'illustrent dans l'une ou l'autre des catégories : spectacle, auteur, chronique/sketch, podcast, émission de radio/télévision, et le prix le plus prestigieux, l'Olivier de l'année.

### 2024
- Olivier de l’année : Mathieu Dufour
- Découverte de l’année : Mona de Grenoble
- Numéro d’humour de l’année : "Le grand bien cuit ComediHa!", Guylaine Tremblay
- Spectacle d'humour de l'année : Enfant du siècle, Philippe-Audrey Larrue Saint-Jacques
- Auteur de l'année/spectacle d'humour : Enfant du siècle, Philippe-Audrey Larrue Saint-Jacques
- Émission télé humoristique de l’année : Club Soly, saison 3 : Encore Télévision
- Série de fiction humoristique de l'année : Entre deux draps, saison 4 : KOTV
- Capsule ou sketch radio humoristique de l’année : "Fifty shades of beige Montréal" de Billy Tellier  - Debout les comiques
- Balado humoristique de l’année : Le podcast des personnages, Jay Laliberté
- Podcast humoristique avec script de l’année : Les pires moments de l'Histoire avec Charles Beauchesne, saison 5. Auteurs : Charles Beauchesne, François De Grandpré, Odrée Rousseau
- Spectacle d'humour, meilleur vendeur : Au pic pis à la pelle, Sam Breton

### 2023
- Olivier de l’année : Pierre-Yves Roy Desmarais
- Découverte de l’année : Matthieu Pepper
- Numéro d’humour de l’année : La Fourche, Korine Côté. Auteures : Korine Côté, Gabrielle Caron, Justine Philie
- Spectacle d'humour de l'année : Jokes Chapeau Maman Magie Piano, Pierre-Yves Roy-Desmarais
- Série web humoristique de l’année : Complètement Lycée: Productions Toros
- Auteur de l'année/spectacle d'humour : Pierre-Yves Roy-Desmarais, Alexandre Forest, David Beaucage, «Jokes Chapeau Maman Magie Piano» de Pierre-Yves Roy-Desmarais
- Metteur en scène de l'année : Guillaume Girard: «Jokes Chapeau Maman Magie Piano» de Pierre-Yves Roy-Desmarais
- Émission télé humoristique de l’année : Club Soly (Saison 2) : Encore Télévision
- Série de fiction humoristique de l'année : C'est comme ça que je t'aime (Saison 2) : Productions Casablanca
- Capsule ou sketch radio humoristique de l’année : Coquineries, Environnement et la gestion de la neige : Fabien Cloutier/Puisqu'il faut se lever
- Capsule ou sketch web humoristique de l’année : Noël COVID : Arnaud Soly
- Podcast humoristique sans script de l’année : Couple Ouvert : Thomas Levac, Stéphanie Vandelac
- Podcast humoristique avec script de l’année : Les pires moments de l'histoire avec Charles Beauchesne (Saison 4), Charles Beauchesne. Auteurs : Charles Beauchesne, François De Grandpré, Odrée Rousseau
- Olivier merci pour tout : Dominique Michel

### 2022
- Olivier de l’année : Mariana Mazza
- Découverte de l’année : Pierre-Yves Roy Desmarais
- Numéro d’humour de l’année : Y'a personne de Pierre-Yves Roy-Desmarais
- Série web humoristique de l’année : Les Appendices: De retour après la pause, KOTV
- Émission télé humoristique de l’année : Entre deux draps, KOTV
- Série de fiction humoristique de l'année : Les beaux malaises 2.0, Encore télévision
- Capsule ou sketch radio humoristique de l’année : Nom d'une pipe – Tout sur le sperme de Jean-Sébastien Girard à La soirée est (encore) jeune
- Capsule ou sketch web humoristique de l’année : MAMAN ÉCRIT: Pierre-Yves Roy-Desmarais
- Podcast humoristique sans script de l’année : Tout le monde s'haït de Marylène Gendron, Sam Cyr
- Podcast humoristique avec script de l’année : Les pires moments de l'histoire avec Charles Beauchesne – Saison 3: Charles Beauchesne
- Olivier merci pour tout : Martin Matte

### 2021
- Olivier de l’année : Sam Breton
- Découverte de l’année : Arnaud Soly
- Numéro d’humour de l’année : Ôde à la vie de Pierre Hébert
- Artiste COVID de l'année : Mathieu Dufour
- Série web humoristique de l’année : Top Dogs: Homicides - Koze
- Comédie télé de l’année : Roast Battle - Le grand duel
- Émission télé humoristique de l’année : Like-moi! – Saison 5
- Série de fiction humoristique de l'année : C'est comme ça que je t'aime
- Capsule ou sketch radio humoristique de l’année : 50 shades of beige avec Martin Juneau
- Capsule ou sketch web humoristique de l’année : BFF à distance de David Beaucage et Pierre-Yves Roy-Desmarais
- Podcast humoristique sans script de l’année : Le Podcast de Thomas Levac de Thomas Levac
- Podcast humoristique avec script de l’année : Les pires moments de l'histoire avec Charles Beauchesne

### 2019
- Olivier de l’année : Mike Ward
- Spectacle d’humour de l’année : «Noir» de Mike Ward
- Auteur de l’année : Mike Ward pour «Noir» de Mike Ward
- Spectacle d'humour le plus populaire : «Chu rendue là» de Lise Dion
- Découverte de l’année : Sam Breton
- Numéro d’humour de l’année : «Ex-vétérinaire» de François Bellefeuille
- Capsule ou sketch humoristique de l’année : «L’accident de Julien» de Julien Lacroix
- Série Web humoristique de l’année : «Mouvement deluxe»
- Comédie télé de l’année : «Roast Battle - Le grand duel»
- Série télé humoristique de l’année : «Lâcher prise (Saison 3)»
- Podcast humoristique de l’année : «Mike Ward sous écoute» de Mike Ward
- Capsule ou Sketch radio humoristique de l’année : «Le billet de Catherine Éthier» de Catherine Éthier
- Olivier merci pour tout : Jean Lapointe

### 2018
- Olivier de l’année : François Bellefeuille
- Spectacle d’humour de l’année : «Le plus fort au monde» de François Bellefeuille
- Auteurs de l’année : Louis-José Houde et François Avard pour «Préfère novembre» de Louis-José Houde
- Spectacle d'humour le plus populaire : «Préfère novembre» de Louis-José Houde
- Découverte de l’année : Maude Landry
- Numéro d’humour de l’année : «Le Crossfit» de Simon Gouache
- Capsule ou sketch humoristique de l’année : «Guyves reçoit» de Guy Jodoin et  Patrice Bélanger
- Série Web humoristique de l’année : «L’âge adulte (Saison 2)»
- Comédie télé de l’année : «Like-Moi! (Saison 3)»
- Série télé humoristique de l’année : «Les pêcheurs (Saison 5)»
- Podcast humoristique de l’année : «Mike Ward sous écoute» de Mike Ward
- Capsule ou Sketch radio humoristique de l’année : «Les choses pas logiques» de Maude Landry
- Olivier merci pour tout : Yvon Deschamps

### 2017
- Olivier de l’année : Mariana Mazza
- Spectacle d’humour de l’année : «Le goût du risque» de Pierre Hébert
- Auteurs de l’année : Simon Leblanc, Olivier Thivierge pour «Tout court» de Simon Leblanc
- Spectacle d'humour le plus populaire : «François Bellefeuille» de François Bellefeuille
- Metteur en scène de l’année : Charles Dauphinais pour «Le goût du risque» de Pierre Hébert
- Découverte de l’année : Julien Lacroix
- Numéro d’humour de l’année : «Lettre à mon ex» de Julien Lacroix
- Capsule ou sketch humoristique de l’année : «Julien» de Julien Lacroix
- Série Web humoristique de l’année : «L’Âge adulte»
- Comédie télé de l’année : «Les Beaux Malaises (Saison 3)»
- Série télé humoristique de l’année : «Les Appendices»
- Podcast humoristique de l’année : «Mike Ward sous Écoute» de Mike Ward
- Capsule ou Sketch radio humoristique de l’année : «Le petit monde de Billy» de Billy Tellier

### 2016
- Olivier de l’année : Mike Ward
- Spectacle d’humour de l’année : «Un peu princesse» de Stéphane Rousseau
- Auteur de l’année : Jean-Thomas Jobin pour «Apprendre à s’aimer» de Jean-Thomas Jobin
- Spectacle d'humour le plus populaire : «Les Morissette» de Louis Morissette et Véronique Cloutier
- Metteur en scène de l’année : Pierre-Michel Tremblay pour «Apprendre à s’aimer» de Jean-Thomas Jobin
- Découverte de l’année : Phil Roy
- Numéro d’humour de l’année : «Sable dans le vagin» de Mariana Mazza
- Capsule, sketch ou série web humoristique de l’année : «Mike Ward sous écoute» de Mike Ward
- Comédie télé de l’année : «Les Beaux Malaises»
- Série télé humoristique de l’année : «Like-moi !»
- Spécial humoristique à la télévision : «Infoman 2015»
- Capsule ou Sketch radio humoristique de l’année : «La soirée est (encore) jeune»

### 2015
- Olivier de l’année : Martin Matte
- Spectacle d’humour de l’année : «François Bellefeuille» de François Bellefeuille
- Auteurs de l’année : Cathy Gauthier, Pierre Fiola, Julien Tapp, Rémi Bellerive pour «Pas trop catholique» de Cathy Gauthier
- Spectacle d'humour le plus populaire : «Les heures verticales» de Louis-José Houde
- Metteur en scène de l’année : Martin Petit et Marie-Christine Lachance pour «François Bellefeuille» de François Bellefeuille
- Découverte de l’année : Katherine Levac
- Numéro d’humour de l’année : «La grille d’évaluation» d’André Sauvé
- Capsule, sketch ou série dans un nouveau média : «Fiston» de Jonathan Roberge
- Comédie télé de l’année : «Les Beaux Malaises»
- Spécial humoristique à la télévision : «Infoman 2014»
- Capsule ou Sketch radio humoristique de l’année : «La zone Morency» de François Morency

### 2014
- Olivier de l'année : Sugar Sammy
- Spectacle d'humour de l'année : «Être» de André Sauvé
- Auteur : André Sauvé pour «Être»
- Spectacle d'humour le plus populaire : «Les heures verticales» de Louis-José Houde
- Découverte : Simon Leblanc
- Mise en scène : Josée Fortier pour «Être » (André Sauvé)
- Comédie à la télévision : « Les pêcheurs»
- Spécial humoristique à la télévision : «Infoman»
- Série humoristique à la télévision : «Infoman»
- Émission de radio humoristique : «À la semaine prochaine» avec Philippe Laguë, Pierre Verville, Michèle Deslauriers, Pierre Brassard, Alain Collin et Jean-Pierre Lambert
- DVD d'humour: Louis-José Houde
- Numéro d'humour : François Bellefeuille
- Capsule, sketch ou chronique humoristique dans un nouveau média: «Fiston» de Jonathan Roberge

### 2013
- Olivier de l'année : Sugar Sammy
- Spectacle d'humour de l'année : «En français svp!» de Sugar Sammy
- Auteurs : Sébastien Dubé, Vincent Léonard, Sylvain Larocque pour «Comme du monde» (Les Denis Drolet)
- Spectacle d'humour le plus populaire : «Le temps qui court» de Lise Dion
- Découverte : Adib Alkhalidey
- Mise en scène : Pierre-François Legendre pour «Comme du monde» (Les Denis Drolet)
- Comédie à la télévision : «Les bobos»
- Spécial humoristique à la télévision : «Bye Bye 2012»
- Série humoristique à la télévision : «Les Appendices»
- Émission de radio humoristique : «À la semaine prochaine» avec Philippe Laguë, Pierre Verville, Michèle Deslauriers, Pierre Brassard, Alain Collin et Jean-Pierre Lambert
- DVD d'humour: «Tel quel» de Jean-Michel Anctil
- Numéro d'humour : «Les Macs» de Korine Côté
- Capsule, sketch ou chronique humoristique dans un nouveau média: «Carole aide son prochain» avec Silvi Tourigny

### 2012
- Olivier de l'année : Philippe Bond
- Auteur(es) de l'année : Maxim Martin, Simon Cohen, Michel Sigouin, Guy Bernier, Adib Alkhalidey, Pierre-Bruno Rivard pour le spectacle Tout va bien de Maxim Martin
- Mise en scène : Stéphane Rousseau pour le spectacle Les Confessions de Rousseau
- Spectacle d'humour de l'année : Torture de Jean-Marc Parent
- Spectacle d'humour le plus populaire : Messmer, Fascinateur de Messmer
- Numéro d'humour de l'année : Ouverture du gala ADISQ 2011 de Louis-José Houde
- Découverte de l'année : François Bellefeuille
- DVD d'humour de l'année : André Sauvé d’André Sauvé
- Comédie à la télévision : Les Parent
- Variétés humoristiques : Infoman
- Émission humoristique à la radio : À la semaine prochaine (Philippe Laguë, Pierre Verville, Michèle Deslauriers, Pierre Brassard, Alain Collin, Jean-Pierre Lambert)
- Capsule, sketch ou chronique humoristique dans un nouveau média : En audition avec Simon avec Simon-Olivier Fecteau

### 2011
- Olivier de l'année : Jean-François Mercier
- Auteur de l'année : Martin Petit et Dominic Sillon pour Martin Petit et le Micro de feu de Martin Petit
- Metteur en scène de l'année : Daniel Fortin pour Mike Ward s'expose de Mike Ward
- Spectacle d'humour de l'année : Martin Petit et le Micro de feu de Martin Petit
- Spectacle d'humour le plus populaire : Tel Quel de Jean-Michel Anctil
- Numéro d'humour de l'année : Le cirque couché des Chick'n Swell
- Découverte de l'année : Guillaume Wagner
- DVD d'humour de l'année : Condamné à l'excellence de Martin Matte
- Comédie à la télévision de l'année : Tout sur moi
- Variété humoristique de l'année : 3600 secondes d'extase
- Émission de radio humoristique de l'année : Midi Morency de François Morency, Éric Nolin, Pierre Prince et Cathya Attar
- Capsule, sketch ou chronique humoristique dans un nouveau média : En audition avec Simon de Simon-Olivier Fecteau et Guillaume Lespérance

### 2010
- Olivier de l'année : Louis-José Houde
- Auteur de l'année : Sylvain Larocque, Daniel Gagnon, François Léveillée, Laurent Paquin, Pierre Hébert pour Vu d'même de Sylvain Larocque
- Metteur en scène de l'année : Chantal Lamarre pour Un gars c't'un gars d'Alex Perron
- Spectacle d'humour de l'année : Vu d'même de Sylvain Larocque
- Spectacle d'humour le plus populaire : Condamné à l'excellence de Martin Matte
- Numéro d'humour de l'année : Le frère de M. Caron d'André Sauvé
- Découverte de l'année : Pierre Hébert
- DVD d'humour de l'année : Inséparables de Dominic et Martin
- Comédie à la télévision de l'année : Les Invincibles
- Variété humoristique de l'année : 3600 secondes d'extase
- Capsule, sketch ou chronique humoristique à la radio : Les 2 minutes du peuple de François Pérusse
- Émission de radio humoristique de l'année : Midi Morency de François Morency, Éric Nolin, Pierre Prince et Cathya Attar
- Capsule, sketch ou chronique humoristique dans un nouveau média : Une vie de vrai gars d'Alexandre Champagne, Jonathan Roberge et Pierre-Luc Gosselin

### 2009
- Olivier de l'année : Louis-José Houde
- Auteur de l'année : Louis-José Houde et François Avard
- Metteur en scène de l'année : Pierre Bernard et Michel Ledoux pour André Sauvé
- Spectacle d'humour de l'année : Suivre la parade de Louis-José Houde
- Spectacle d'humour le plus populaire : Suivre la parade de Louis-José Houde
- Numéro d'humour de l'année : Le conte de Noël de Jean-François Mercier
- Découverte de l'année : Philippe Laprise
- DVD d'humour de l'année : Les Bye Bye de Rock et Belles Oreilles
- Comédie à la télévision de l'année : Taxi 0-22 de Patrick Huard
- Variété humoristique de l'année : Infoman spécial 2008 de Jean-René Dufort
- Capsule, sketch ou chronique humoristique à la radio : Les 2 minutes du peuple de François Pérusse
- Émission de radio humoristique de l'année : Midi Morency de François Morency et Pierre Prince
- Capsule, sketch ou chronique humoristique dans un nouveau média : Contrat d'gars de Alexandre Champagne, Jonathan Roberge et Pierre-Luc Gosselin

### 2008
- Olivier de l'année : Louis-José Houde
- Spectacle de l'année : Martin Matte
- Auteurs de l'année : Martin Matte, François Avard et Benoit Pelletier pour Condamné à l'excellence de Martin Matte
- Jeu et performance de l'année : Rachid Badouri pour Arrête ton cinéma!
- Metteur en scène de l'année : Guy Lévesque pour Arrête ton cinéma! de Rachid Badouri
- Spectacle d'humour de l'année : Condamné à l'excellence de Martin Matte
- Spectacle d'humour le plus populaire : Condamné à l'excellence de Martin Matte
- Découverte de l'année : André Sauvé
- Album d'humour de l'année : Album du peuple - Tome 7 de François Pérusse
- DVD d'humour de l'année : Comment devenir excellent de Martin Matte
- Comédie dramatique de l'année : Taxi 0-22
- Comédie de situation de l'année : Le cœur a ses raisons
- Variété humoristique de l'année : Le Bye Bye de RBO 2007
- Capsule, sketch ou chronique humoristique à la radio : Les Deux Minutes du peuple de François Pérusse
- Émission de radio humoristique de l'année : Midi Morency de François Morency et Éric Nolin
- Film humoristique de l'année : Les 3 P'tits Cochons avec Patrick Huard

### 2007
- Olivier de l'année : Les Grandes Gueules
- Spectacle d'humour de l'année : Tout est relatif de Laurent Paquin
- Spectacle d'humour le plus populaire : André-Philippe Gagnon… de retour de André-Philippe Gagnon
- Auteurs d'humour de l'année : Laurent Paquin, Sylvain Larocque, Daniel Chiasson, Alexis Cadieux, Billy Tellier pour le spectacle Tout est relatif de Laurent Paquin.
- Metteuse en scène de l'année : Alexis Martin, Francis Cloutier, Ghyslain Dufresne, Daniel Grenier pour le spectacle Les Chick'n Swell en spectacle
- Découverte de l'année : Alexandre Barrette
- Jeu et performance de l'année : Les Chick'n Swell pour le spectacle Les Chick'n Swell en spectacle
- Capsule, sketch ou chronique humoristique de l'année : Les Grandes Gueules
- Émission de radio humoristique de l'année : Les Grandes Gueules, Josée Gaudet, Mario Tessier et Richard Turcotte
- DVD d'humour de l'année : Louis-José Houde à l'Olympia de… Montréal  de Louis-José Houde
- Album d'humour de l'année : Les Grandes Gueules Live 2 par Les Grandes Gueules
- Film humoristique de l'année : Bon Cop, Bad Cop avec Patrick Huard, Colm Feore, Lucie Laurier, Pierre Lebeau, Rick Mercer, Sylvain Marcel et Patrice Bélanger
- Variétés humoristiques de l'année : Le bye-bye de RBO 2006 par André Ducharme, Bruno Landry, Guy A. Lepage et Yves Pelletier
- Comédie de situation de l'année : Le cœur a ses raisons, avec Marc Labrèche et Anne Dorval
- Comédie dramatique de l'année : Rumeurs IV avec James Hyndman, Lynda Johnson et Geneviève Brouillette